# KVM
KVM (od engleskog Kernel-based Virtual Machine) računalni je virtualni stroj koji postoji kao modul jezgre (kernela) u Linuxu i  koji omogućuje punu hardversku virtualizaciju koristeći nove programske naredbe uvedene s procesorima Intel Pentium 4 (Modeli 662 i 672) tijekom 2005. godine. Tvrtka Intel naziva ovu tehnologiju VT-x, a tvrtka AMD upotrebljava naziv AMD-V. AMD-ovi procesori podržavaju ovu tehnologiju od 2006. godine.  
KVM (kernel) modul omogućuje jezgri sustava da radi kao hipervizor za virtualizaciju, s podrškom u hardveru. To znači da KVM pruža hardverski potpomognutu virtualizaciju za širok izbor gostujućih operacijskih sustava (virtualnih računala) uključujući Linux, BSD, Solaris, Windows, Haiku, ReactOS, Plan 9, AROS Research Operating System i macOS. Osim toga, podržava i Android, GNU/Hurd (Debian K16), Minix 3.1.2a, Darwin i druge operacijske sustave. 
KVM ima integrirane i mnoge druge značajke, poput:
- Podrške za Kernel Samepage Merging.
- Dodavanje CPU jezgri u radu virtualnog računala.
- Dodavanje PCI uređaja u radu virtualnog računala.
- QMP - Qemu Monitor Protocol.
- Vmchannel - komunikacijski kanal između hipervizora i virtualnog računala.
- Podršku za ugniježđenu virtualizaciju (nested virtualization).
- Podršku za memory ballooning i mnoge druge.

KVM je standardan dio Linuxovog kernela od inačice 2.6.20 iz 2007. godine.
KVM je izvorno dizajniran za x86 arhitekturu procesora (prije navedene procesore tvrtki Intel i AMD), ali je do sada prenesen i na druge arhitekture procesora, poput S/390, PowerPC, IA-64, ARM i RISC-V.

## Pogledajte još
- QEMU
- Proxmox Virtual Environment
- OpenStack

## Vanjske poveznice
- Službene stranice